# El punto decisivo
El punto decisivo (en ruso: Великий перелом, romanizado: Veliki perelom) es una película bélica soviética de 1945  dirigida por Frídrij Ermler, basada en un guion de Borís Chirskov y protagonizada por Mijaíl Derzhavin, Piotr Andriyevski y Andréi Abrikósov en los papeles principales. La película, está ambientada durante la Segunda Guerra Mundial y enfatiza el papel del personal del alto mando durante los duros combates en la batalla de Stalingrado. En 1946, fue galardonada con el Gran Premio del Festival de Cine de Cannes, antecesora de la Palma de Oro.

## Sinopsis
Se trata de un relato completamente ficticio de la batalla de Stalingrado. Al principio de la película los ejércitos alemanes amenazan la estratégica ciudad de Stalingrado y los comandantes soviéticos aún no están seguros de la estrategia a adoptar: algunos argumentan la necesidad de defender la ciudad hasta el final, poniendo todos los recursos en la lucha; otros proponen abandonar la ciudad. Stalin prefiere una defensa hasta el final pero sin comprometer las reservas, que en cambio están destinadas a realizar un fuerte contraataque.  
El Ejército Alemán, comienza el asalto a la legendaria ciudad rusa en el Volga. A costa de enormes pérdidas, el enemigo logra empujar a los defensores al río. El comandante del frente, el general Vinográdov (Piotr Andriyevski), propone entregar la ciudad a los alemanes por razones estratégicas. Pero la orden dada por el Alto Mando al nuevo comandante del frente, el general Muravyov (Mijaíl Derzhavin), dice expresamente: no entregar la ciudad, prepararse para derrotar a las tropas alemanas.  
El enemigo lanza cada vez más fuerzas en ataques continuos y desesperados. Las pérdidas entre los defensores de la ciudad son cada vez más elevadas. Pero no importa cuán difícil sea la situación, el general Muravyov no proporciona un solo soldado, ni un solo tanque de las reservas. Muravyov reemplaza a su viejo amigo el general Krivenko (Andréi Abrikósov), que exige un contraataque inmediato contra las tropas alemanas, por el mayor especialista militar en fortificaciones, el general Panteléiev (Aleksandr Zrazhevski). Varios informes de inteligencia del ejército revelan el día y la hora de la última y decisiva ofensiva de las tropas fascistas. Muravyov toma una decisión audaz: debilitar el ataque enemigo disparando toda la reserva acumulada de proyectiles de artillería desde el frente a las concentraciones de tropas alemanas listas para atacar.  

## Reparto
- Mijaíl Derzhavin como el coronel general Muravyov
- Piotr Andrievski como el coronel general Vinográdov
- Yuri Tolubéiev como mayor general Lavrov
- Andréi Abrikósov como teniente general Krivenko
- Aleksandr Zrazhevski como el teniente general Panteléiev
- Nikolái Korn como el jefe del Departamento de Operaciones
- Mark Bernés como Minutka, el chófer del comandante
- Vladímir Máriev como teniente Fiódorov
- Pável Volkov como el soldado Stepán
- Galina Inyútina como la enfermera Liza Muravyova
- Nikolái Stepánov como el camarada de Stepán

## Premios
- Festival Internacional de Cine de Cannes de 1946: ganó el Gran Premio a la mejor película, antecesora de la Palma de Oro.[2]